# Desinić
Desinić je naselje na Hrvaškem, ki upravno spada pod občino Desinić Krapinsko-zagorske županije.

## Lega
Naselje leži ob izviru potoka Hrovatska na povprečni višini 208 mnm 8 km zahodno od Pregrade. V bližini  stoji srednjeveški Grad Veliki Tabor.

## Zgodovina
Novogotska župnijska cerkev sv. Jurija je bila postavljena leta 1901. V središču naselja stojijo hiše, ki jih je zgradila rodbina Hohnjec pred drugo svetovno vojno, ko je bil Desinić eden od največjih trgovskih središč hrvaškega Zagorja.
Po ljudskem izročilu naj bi svojo mladost tu preživljala Veronika Deseniška druga žena Friderika II. Celjskega.
Arhivske listine pa govorijo drugače. Veronika naj bi po novejših raziskavah izhajala iz kraja Dišnik, južno od Bjelovarja.

## Demografija
| Pregled števila prebivalcev po letih | Pregled števila prebivalcev po letih | Pregled števila prebivalcev po letih | Pregled števila prebivalcev po letih | Pregled števila prebivalcev po letih | Pregled števila prebivalcev po letih | Pregled števila prebivalcev po letih | Pregled števila prebivalcev po letih | Pregled števila prebivalcev po letih | Pregled števila prebivalcev po letih | Pregled števila prebivalcev po letih | Pregled števila prebivalcev po letih | Pregled števila prebivalcev po letih | Pregled števila prebivalcev po letih | Pregled števila prebivalcev po letih |
| ------------------------------------ | ------------------------------------ | ------------------------------------ | ------------------------------------ | ------------------------------------ | ------------------------------------ | ------------------------------------ | ------------------------------------ | ------------------------------------ | ------------------------------------ | ------------------------------------ | ------------------------------------ | ------------------------------------ | ------------------------------------ | ------------------------------------ |
| 1857                                 | 1869                                 | 1880                                 | 1890                                 | 1900                                 | 1910                                 | 1921                                 | 1931                                 | 1948                                 | 1953                                 | 1961                                 | 1971                                 | 1981                                 | 1991                                 | 2001                                 |
| 199                                  | 234                                  | 249                                  | 281                                  | 351                                  | 393                                  | 283                                  | 365                                  | 343                                  | 332                                  | 318                                  | 348                                  | 315                                  | 366                                  | 347                                  |